# Hyeondeok-myeon
Hyeondeok-myeon (koreanska: 현덕면)  är en socken i den nordvästra delen av Sydkorea, 70 km söder om huvudstaden Seoul. Den ligger i kommunen Pyeongtaek i provinsen Gyeonggi. Hyeondeok-myeon ligger 15 km väster om Pyeongtaeks centrum.